# Raion de Ștefan Vodă
Le raion de Ștefan Vodă est un raion de la république de Moldavie, dont le chef-lieu est Ștefan Vodă. En 2014, sa population était de 62 072 habitants.

## Démographie
| Groupe ethnique      | %    |
| -------------------- | ---- |
| Moldaves et Roumains | 94,6 |
| Ukrainiens           | 2,5  |
| Russes               | 2,1  |
| Roms                 | 0,3  |
| Bulgares             | 0,2  |
| Autres               | 0,2  |
| Gagaouzes            | 0,1  |

## Économie
14 469 entreprises sont implantées dans le raïon.

## Religions
- 97,8 % de la population du raïon est chrétienne, dont une grande partie sont orthodoxes.
- 1,0 % de la population est athée ou sans religion.

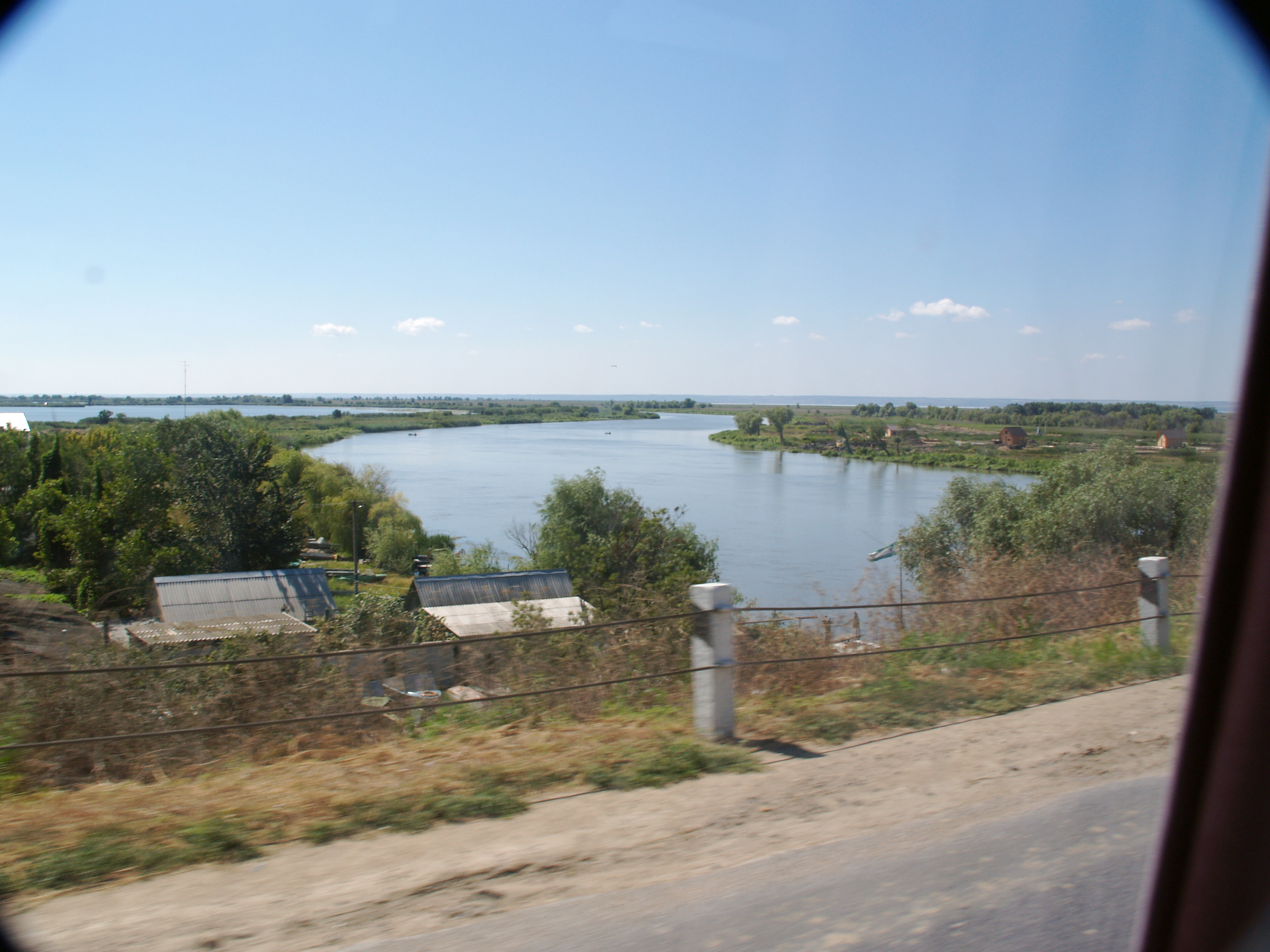
Palanca et la rivière Nistru